# ميني إس. ديفيس
ميني إس. ديفيس (بالإنجليزية: Minnie S. Davis)‏ هي كاتِبة أمريكية، ولدت في 25 مارس 1835 في بالتيمور في الولايات المتحدة، وتوفيت في 19 أبريل 1927.